# Rapunzel (mese)

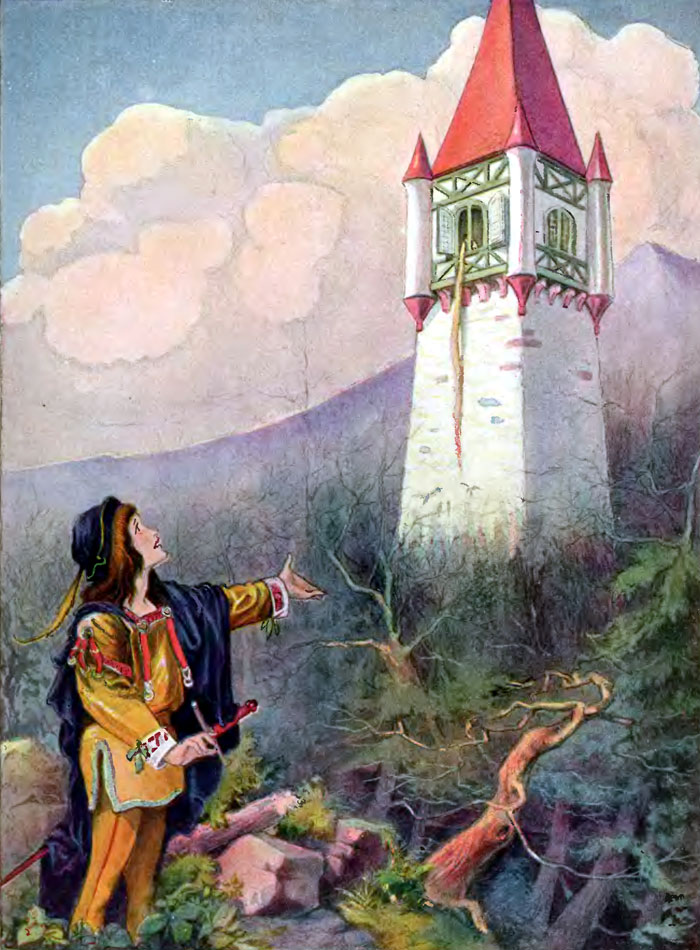
Johnny Gruelle illusztrációja (1922)

A Rapunzel európai tündérmese,  legismertebb változatát a német Grimm testvérek írták le és jelentették meg 1812-ben, Gyermek- és családi mesék című gyűjteményükben.

## Történet
Egy pár, akik nagyon szerették egymást, régóta vágyik gyermekre, ám hosszú ideig nem lesz nekik. Egyszer az asszony érzi, hogy végre gyermeket hord a szíve alatt. 
A szomszédjukban lakik egy boszorkány, akinek hatalmas kertje van. Ebben a kertben rengeteg galambbegy növény nyílik. A várandós asszony nagyon megkívánja a salátának való növényt és kérve kéri az urát, hogy lopjon neki. A férj az éj leple alatt beszökik a kertbe és sikerül is lopni a feleségének. Mikor másodjára is megpróbálkozik, megjelenik a boszorkány és megfenyegeti, ha nem adja neki a gyereket, megbünteti a férfit. Az ember ijedtében odaígéri a születendő gyermeket. Lányuk születik és miután a világra jött, a boszorkány elviszi, és elnevezi Galambbegynek (Rapunzelnek). 
Mikor a lány 12 éves lesz, a boszorkány bezárja egy magas toronyba, ezentúl ott kell élnie. A tornyon nincsen ajtó, csak egy ablak. Mikor a boszorkány jön hozzá, felszól neki, hogy engedje le aranyszínű, gyönyörű hajfonatát és ezen mászik fel hozzá.  
Egyszer egy királyfi eltéved az erdőben és meghallja a lány énekét. Egyre csak megy a gyönyörű hang felé, mígnem rátalál a toronyra és megpillantja a torony ablakában ülő aranyhajú lányt. Épp akkor érkezik a boszorkány, a királyfi elbújik és meglátja, hogyan mászik fel a boszorkány a toronyba. Mikor elmegy a boszorkány, ő is felkiált a lánynak: „Rapunzel, Rapunzel, engedd le a hajad!”. A lány először nagyon megijed, amikor a boszorkány helyett a királyfi mászik be az ablakon, de az ijedelem nem tart soká. A királyfi újra és újra meglátogatja és hamarosan egymásba szeretnek. Megbeszélik, hogy megszöknek, ám a boszorkány megtudja, mi történt. Levágja Rapunzel haját és elzavarja a kietlen pusztaságba. Amikor legközelebb jön a királyfi, ő engedi le a lány hosszú varkocsát és amikor a herceg felér, a mélybe taszítja. A királyfi a torony aljában a tüskés bozótba esik és az kiszúrja a szemét. 
Elindul megkeresni a lányt. Mikor végül rátalál, nagyon megörülnek egymásnak. Rapunzel könnyei ráhullanak a herceg szemeire és az visszanyeri szeme világát. Ezután elmennek a királyfi birodalmába és boldogan élnek, míg meg nem halnak.

## Eredeti és végleges változat
A Grimm testvérek mesegyűjteményének első, 1812-es kiadásában a boszorkány azért zárja el Galambbegyet (Rapunzelt), mert nem akarja, hogy férfiakkal találkozzon. Miután a herceggel találkozott, megjegyzi a boszorkánynak, hogy egyre szűkebb rajta a ruha. Ezeket a szexuális utalásokat a következő kiadásból már kivették a Grimm testvérek.

## Egyéb változatok
A történet egy régebbi változatát Giambattista Basile írta le Pentameron című gyűjteményében, Petrezselma (Petrosinella) címmel az 1600-as években.
Szintén ebben az évszázadban jelent meg Mademoiselle de le Force Persinette című elbeszélése, amely a mese egyik ősváltozata. Továbbá sok párhuzamot lehet felfedezni Babits Mihály Barackvirág című meséjében is (1923).

## A magyar címek
Magyarországon a történet több címen is megjelent. Mivel a Rapunzel jelentése magyarul galambbegy, ezért Rónay György tolmácsolásában ezzel a címmel jelent meg 1965-ben. Urbán Eszter fordításában szintén egy növénynévvel, a Ligetszépe címmel jelent meg 1959-ben. A szöveghű Grimm-fordításban Raponc címmel jelent meg 1989-ben. Ezen kívül a mese még Aranyhaj, Az aranyhajú leány és Endíviaként is megjelent.

## Feldolgozások
Számos élőszereplős- és animációs filmadaptáció is készült, például Barbie, mint Rapunzel. A legismertebb változat az Aranyhaj és a nagy gubanc című 2010-es Disney-adaptáció. Ez a feldolgozás lényegesen eltér az eredetitől. Itt a lány egy hercegnő és a hajának gyógyító ereje van.